# Red Eyes
Red Eyes (レッドアイーズ?, ReddoAiizu), reso graficamente redEyes, è un manga, scritto e disegnato da Jun Shindo, pubblicato in originale per la prima volta nel 1999 e in lingua italiana nell'agosto 2001. I numeri successivi escono inizialmente a distanza di tre mesi l'uno dall'altro, ma dal quarto la pubblicazione diventa totalmente irregolare.
Il fumetto, che si legge come in originale da destra verso sinistra, è un misto tra azione, violenza e coraggio, un impasto in cui l'attenzione del lettore viene continuamente sollecitata da combattimenti all'ultimo sangue e dalla comparsa di nuovi personaggi. Oltre alla storia, nella parte finale del fumetto, l'autore inserisce una rubrica chiamata “Raccolta dati”, in cui spiega con maggior precisione gli avvenimenti bellici e politici lasciati in secondo piano durante la narrazione, come anche i modelli delle tute e delle armi che l'autore ha inventato e utilizzato nella storia.
La serie viene pubblicata anche in Cina, Corea, Thailandia, Francia e Germania.

## Trama
Red Eyes è un fumetto ambientato apparentemente in un presente alternativo, dove la Repubblica di Regium e la Federazione di Dragnof si stanno dando battaglia sfoggiando tutti gli armamenti a loro disposizione.
Il protagonista è Grant Mills, comandante dei "Jackal", un corpo speciale dotato di SAA (Special Assault Armor, esoscheletri armati pesantemente), al servizio dell'esercito di Regium.
Genocide, così viene chiamato Grant Mills sul campo di battaglia, viene tradito dal suo sottoposto Julian Crazy, e dai suoi stessi compagni nello scontro decisivo, che porta così Dragnof alla vittoria della guerra. Successivamente Crazy riceve promozioni e continua il suo doppio gioco tra i due eserciti per realizzare le proprie ambizioni, mentre Mills viene ingiustamente accusato di tradimento e condannato a morte. Il giorno dell'esecuzione, Mills però riesce a fuggire e a reintegrasi in quel che resta del suo esercito, la Terza Armata di Regium, che non si è mai arresa, per continuare la guerra, ma soprattutto, cominciare una violenta e spietata caccia al responsabile dell'accaduto, il maggiore Julian Crazy.
Da questo punto in poi si vengono a scoprire i vari complotti che hanno minato la repubblica di Regium, orditi dai Divan, un'antica e ricchissima casata nobiliare di cui Crazy fa parte, oltre al passato dei vari membri della squadra dei "Jackal" e del suo comandante che continua ad incutere terrore negli animi di chiunque gli si ponga di fronte.
In seguito proseguendo nella storia, si scopre che è ambientata nel futuro, e che le due nazioni immaginarie protagoniste del conflitto, Regium e Dragnov, sono emerse dai resti di un collassato "States" (l'equivalente dei nostri USA), che nonostante il collasso, ha lasciato nello spazio i propri satelliti-killer armati di laser, che vengono definiti da chi sa della loro esistenza, i "Kami", ovvero gli dei per la loro potenza devastatrice. Questi satelliti sono ancora attivi e sono programmati per abbattere qualsiasi cosa raggiunga una certa altitudine, rendendo impossibile l'uso di testate nucleari o missili balistici. Lo scopo di Julian Crazy è impadronirsi di questa rete di satelliti, poiché sa che la sua casata dei Divan possiede alcune delle chiavi necessarie ad attivarle, e cercherà di ottenere le rimanenti password, aiutato dai suoi collaboratori, mentre Mills striscia tra fango e sangue per trovarlo e ucciderlo, ma trova armi sempre più potenti, tra cui la possente armatura Mk 54, rifiutata dall'esercito poiché così complessa e dai comandi talmente sensibili da poter essere controllata praticamente solo da Mills o da qualcun altro di pari esperienza.
E così, Regium da nazione sconfitta, torna in gioco, anzi in guerra, grazie a Mills e agli sforzi della Terza Armata, che riesce a riorganizzarsi e a reprimere Dragnov, sferrando pesanti colpi al nemico, e riuscendo persino a organizzare con successo un attentato alla più alta carica della federazione Dragnov, il maresciallo Powell, che verrà ucciso grazie all'azione di un solo uomo infiltrato, un membro dei Jackal. Tutto questo grazie al colonnello Ridas, un trasandato ma geniale comandante dall'aspetto trascurato e con la barba incolta, e al maresciallo Gadona, un grande ufficiale e organizzatore.
Julian Crazy è sempre più vicino a completare il suo piano, e grazie alla sua freddezza e astuzia incastra un tassello dopo l'altro, ma il maggiore Mills lo sta cercando e quasi gli fiata sul collo. Riuscirà la Repubblica di Regium a vincere la guerra?

### SAA (Special Assault Armor)
Dopo il ventesimo anno dal conflitto “della disperazione”, mentre da circa un secolo si continuava a combattere la guerra mondiale, i sistemi bellici più avanzati fallirono e si fu costretti a passare da uno scontro a distanza ad uno diretto. Fu in questo periodo che gli esperti di ogni esercito si trovarono a dover equipaggiare i soldati con potenti armature. Il risultato fu quello di dar vita alle SAA che, grazie agli ottimi risultati dimostrati sul campo, vennero sviluppate negli anni a seguire fino a giungere ai modelli attuali. 
Oggi ogni SAA si muove grazie a una batteria LBGC ed ha un comando di controllo del movimento che risponde con una velocità di reazione pari a quella dell'occhio umano. Per poter guidare una di queste armature, il Kurada (così viene chiamato un pilota di SAA), deve avere un'altezza compresa fra 170 e 210 centimetri.

## Personaggi

### Jackals Special Force
Nonostante ci sono otto membri dei Jackal in tutto incluso Mills, quasi nessuna menzione viene fatta riguardo all'ottavo membro, quando Mills chiede sia a Rain che a Ordman informazioni sul resto della squadra.
Capitano Grant Mills (グラハルト・ミルズ?, Guraharuto Miruzu)
Prima della guerra era un normale benzinaio, che scopre la sua attitudine al combattimento durante un furto salvando una donna da due criminali, e in seguito all'incontro con il colonnello Alan Classad che lo raccomanda per l'ingresso nel plotone dei Ranger. Durante l'addestramento conosce Rain e Lars e i tre diventeranno amici inseparabili. Soprannominato "Genocide" per l'incredibile numero di truppe di Dragnov eliminate completamente da solo, è un lupo solitario sul campo di battaglia. E'esperto di ogni forma di combattimento, riuscendo persino ad uccidere tutto il plotone di forze speciali che doveva prelevarlo dalla sua cella, e a scappare dal carcere ad alta sicurezza dov'era rinchiuso. All'inizio giura vendetta contro coloro che lo hanno tradito e in seguito si riunisce alla Terza Armata, sentendo che la sua missione originale non è ancora completa e che in questo modo avrà maggiori possibilità di scoprire ed eventualmente mandare in fumo il piano di Crazy.
Tenente Julian Crazy (ユリアン・クレイズ?, Yurian Kureizu)
Originariamente è il secondo in comando di Mills, per poi organizzare un ammutinamento in favore delle forze di Dragnov che stavano vincendo, in modo da trovarsi nella fazione vincitrice. Quando è stato assegnato con Mills per eliminare le forze nemiche, lui uccide anche i soldati alleati dell'esercito di Regium, usando le loro morti come modo per incastrare Mills come traditore che ha tentato di disertare a Dragnov. Dopo la guerra, diventa un colonnello nelle forze armate di Dragnov, oltre a rimanere anche un tenente nel suo vecchio esercito, Regium, prendendo stipendi da due eserciti contrapposti. In seguito si scopre che è un discendente della dinastia reale Divan, e vuole accedere alla rete di satelliti messa in orbita in passato dagli States, poiché possiede una parte della chiave del sistema.
Capitano Ordman (オードマン?, Ōdoman)
Un militare psicopatico con tendenze sadiche. Diventa capitano della prima unità GIGN (la S.W.A.T. di Regium). Prima che la guerra finisse, ha tentato di uccidere Mills, mandandogli una bomba in un pacco tramite un ragazzino senzatetto, ma Mills lo capì al momento giusto e sopravvisse, e divenne capitano dei Jackal in seguito, una posizione che sarebbe spettata a Ordman se Mills fosse morto. Ha tradito Mills perché sentiva che Regium stava per perdere la guerra, e perché aveva già in precedenza tentato di ucciderlo ma senza successo. Nel secondo volume, viene ucciso da Mills, insieme a tutta la sua unità, poiché Mills riesce a sottrarre una SAA a un nemico ucciso. Nonostante la sua arma non sia sufficiente per danneggiare o perforare l'armatura di ordman, alla fine utilizza il controllo remoto della sua tuta, attaccando poi Ordman da un'altra direzione, cogliendolo di sorpresa e colpendolo in un punto debole della tuta da vicino.
Tenente Rain Kurt (レイニー・クルーガー?, Reinī Kurūgā)
Rain è il migliore amico di Mills. È stato una volta ferito allo stomaco da un cecchino, e Mills si è preso due colpi per andarlo a prendere e tirarlo fuori da una brutta posizione salvandogli la vita. Tradisce Mills, poiché Crazy stava usando Leila, sua sorella come ostaggio. Quindi in seguito combatte con Mills ma è chiaro che non ha intenzione di ucciderlo, e dopo essere stato sconfitto, Mills gli ordina di unirsi al suo gruppo. Ritorna così un fedele compagno per Mills e un valoroso membro della terza armata. Usa una Zebra della GAF modificata.
Lars Odd (バロス・ウォード?, Barosu Ōdo)
Un cecchino molto famoso durante la guerra, oltre ad essere il migliore amico di Grant Mills e Rain Kurt coi quali fa squadra nell'esercito, utilizza una tuta SAA che è una variante della Swashbuckler. Ha mandato il suo fratello malato in un ospedale militare per trattamenti e quest'ultimo è stato utilizzato da Crazy come ostaggio per costringere Lars a tradire Mills. Suo fratello muore comunque e Lars lascia l'esercito per ritirarsi nelle montagne giurando di non uccidere mai più. Dopo decide di rimangiarsi temporaneamente la sua promessa per partecipare a una missione con Mills dove dovrà utilizzare la sua SAA a lungo raggio di attacco per distruggere un cannone d'artiglieria puntato su un passo montano che Mills aveva bisogno di attraversare e che era sbarrato da quest'arma. Riuscirà a colpire il punto debole della torretta facendo esplodere l'artiglieria, ma essa sparerà a lui a sua volta, colpendolo con un colpo diretto appena poco dopo e ponendo fine alla leggenda del migliore cecchino di Regium.
Klaus Gadona (クラウス・ガードナー?, Kurausu Gādonā)
Anche Gadona ha tradito Mills con lo scopo di far finire la guerra, ma in seguito si riunisce alla terza armata e ottiene il comando di rifornimenti e logistica. È responsabile di fornire a Crazy informazioni sulle attività di Mills.
Rod Steiner (ロッシ・セリオーニ?, Rosshi Seriōni)
Uno dei più abili membri dei Jackal insieme a Mills. Si vede solo in pochi capitoli, quando viene inviato in missione sotto copertura per uccidere il generale Arksend H. Powell. Si introduce nel palazzo presidenziale di Dragnov sotto le mentite spoglie di un addetto alla pulizia, lavorandoci per settimane per non destare alcun sospetto in attesa del momento giusto per compiere l'attentato e per studiare alla perfezione l'edificio e le sue vie d'uscita. Riesce con una precisione impeccabile nell'intento, utilizzando un silenziatore fatto in casa, e riesce persino a fuggire indisturbato, travestito da guardia ufficiale del palazzo. L'assassinio del generale distruggerà il morale delle truppe di Dragnov.

### Personaggi secondari
Saia Hamilton (サヤ・ハミルトン?, Saya Hamiruton)
Una ragazza senzatetto che Mills conosce nel secondo volume, poco prima di ricevere l'assalto della squadra di Ordman. È sola e si affeziona a Mills e insiste per restare con lui. La sua città stava venendo evacuata verso la fine della guerra in seguito a bombardamenti, quando la sua famiglia e i suoi amici morirono esplodendo con un camion colpito da truppe di Dragnov che sparavano per divertimento.
Colonnello Alan Classad (アラン・クルサード大佐?, Aran Kurusādo taisa)
Un eroe e veterano di Regium. Era il comandante del reggimento Ranger di Regium. Ha reclutato Mills quando si trovava nella stazione di servizio dove Mills lavorava come benzinaio. E lo ha raccomandato per entrare nel JRR, Joint Ranger Regiment, dove la storia di Mills ha inizio, e dove solo membri già elite dell'esercito possono accedere. Verso la fine del periodo di addestramento di Mills, Classad guida una ribellione al comando di diversi plotoni di Ranger per rubare la SAA custodita nella caserma. L'intenzione dei ribelli era di iniziare un conflitto con Dragnov, considerando disonorevole la scelta dello stato di Regium di arrendersi alle richieste di territori di Dragnov. Classad combatte contro Mills, e questo scontro lo trasforma nella macchina assassina che tutti chiameranno "Genocide". Dopo aver sconfitto il colonnello, Mills elimina anche il resto dei ribelli da solo.
Tenente Leila Kurt (レイラ・クルーガー中尉?, Reira Kurūgā chūi)
Sorella di Rain Kurt ed ex ostaggio di Julian Crazy per il quale in seguito svolge il lavoro di segretaria ed esperta di sistemi informatici.
Colonnello Leon Ridas (レオン・リーダス大佐?, Reon Rīdasu taisa)
Stratega principale della Terza Armata riorganizzata, con i suoi caratteristici capelli scombinati. E'il maggiore responsabile dei successi militari della Terza Armata di Regium ed è anche parzialmente responsabile per il miracolo di Lent, dove Ridas ha diretto gli otto membri dei Jackal comandati da Mills, i quali hanno tenuto sotto stallo un'intera divisione di Dragnov per due giorni.

## Armamenti
Come detto prima, la storia è in realtà ambientata nel futuro, come si vede ad un certo punto della trama, e le due nazioni immaginarie Regium e Dragnov, sono emerse dai resti di un collassato "States", l'equivalente dei nostri stati uniti, è come se il mondo del fumetto fosse arretrato qualche decennio nel passato, nonostante si trovi in realtà anni avanti al nostro presente, e alcuni aspetti della tecnologia probabilmente sono andati persi. Infatti il design delle truppe di fanteria normali ricorda la seconda guerra mondiale più che il presente o futuro, come anche le divise delle truppe da parata e delle guardie ufficiali. I veicoli sono anch'essi abbastanza datati, eccezion fatta per i carri armati, più moderni, ispirati all'Abrams e ai T90, per poi arrivare alle tute corazzate, che sembrano provenire dal futuro invece. Probabilmente la tecnologia rimasta è in mano all'esercito che non può più produrre in massa come nell'epoca passata, risparmiando i migliori equipaggiamenti e ritrovati solo per pochi reparti scelti.
Inoltre, sembra che i satelliti killer messi in orbita dagli States, oltre ad essere ancora attivi, siano programmati per abbattere qualsiasi cosa raggiunga una certa altitudine, ecco perché in Red Eyes, nessuno ha mai utilizzato testate nucleari o missili balistici. Ad eccezione del primo volume, dove viene impiegato un missile senza traccia di calore che non può essere localizzato in questo modo, per distruggere un'intera città e sancire la vittoria della federazione di Dragnov.

### Special Assault Armor (SAA)
Le SAA (Special Assault Armor) sono tute corazzate che proteggono l'indossatore dalla maggior parte delle armi, alcune sono così robuste da proteggere persino dal calibro 20mm (tuttavia presentano qualche punto debole, come attuatori, giunture e porzioni non corazzate in faccia o intorno ad essa ed hanno una batteria capace di sostenere otto ore di combattimento continuo. Le truppe SAA solitamente sono armate con una mitragliatrice calibro 50 (12,7mm) e un lanciagranate. Modelli più avanzati utilizzati dai reparti speciali come i Jackal possono montare anche lanciamissili anticarro sopra le spalle o possono imbracciare degli speciali cannoni simili a quelli dei carri armati. In situazioni di emergenza, le SAA possono anche essere telecomandate a distanza.

#### Ariel Gunner Industries (Repubblica di Regium)
- APF-175 "Barutisshu" (Battle Tissue): La SAA di produzione di massa più largamente utilizzata da Regium e dalle sue unità corazzate durante la guerra. Il nome ha un errore di traduzione nella nostra lingua: L'autore intendeva dire "Battle Tissue", tessuto da combattimento, non compreso molto bene dal traduttore, a causa della L che in giapponese si legge R, che lo ha traslitterato semplicemente nei nostri caratteri, scrivendo così "barutisshu" che apparentemente non ha senso e sembra solo un nome giapponese.

- ASP-177E "Swashbuckler": La SAA più avanzata all'inizio della storia. Usata dai Jackal.

- ASP-NC1200R "Blackbird": Usata dalla prima unità corazzata del GIGN, sviluppata esclusivamente per il CQB (combattimento ravvicinato). Ordman utilizzava una versione speciale più corazzata di questa tuta, chiamata "Darkhawk" che era immune ai proiettili standard da 12,7mm H/AP solitamente utilizzati dalle SAA.

- XSP-180MK-54: La Mk-54 della quale Saia sbaglierà il nome con la vernice scrivendo invece "NK 54", è un modello ad alte prestazioni successore della Swashbuckler utilizzata dai Jackal. Ha fallito i test dell'appalto indetto da Dragnov per la nuova SAA da utilizzare e produrre in massa a causa dell'estrema sensibilità dei comandi. È equipaggiata con un cannone da 15 mm e una mitragliatrice sopra il braccio dotata di proiettili particolarmente veloci e perforanti.

#### Gaier Arms Fabric (Federazione Dragnov)
- FFR-A4 "Barume": La saa utilizzata da Dragnov, ribattezzata "Lentume" durante la guerra per la sua pesantezza.

- FR-A12 "Zebra": Il modello prototipo sviluppato dalla GAF, molta della sua tecnologia deriva dalla rivale ditta AGI. Armata con missili anticarro a ricerca e sistemi di puntamento avanzato in grado di agganciare i bersagli anche da dietro i muri.

- FR-A5M2 "Cobra": SAA di alta fascia e ad alte prestazioni usata dal reparto Cobra, gli equivalenti dei Jackal nella federazione di Dragnov.

## Volumi
| 1  | gennaio 2000                                                                     | ISBN 4-06-334273-5     | 29 maggio 2001    |
| 1  | Capitoli - 01. Jackal - 02. Grant Mills - 03. Break Battle - Raccolta dati       |                        |                   |
| 2  | settembre 2000                                                                   | ISBN 4-06-334333-2     | 28 agosto 2001    |
| 2  | Capitoli - 04. Traffic - 05. Rain Kurt - 06. Jackie & Russ - Raccolta dati n.2   |                        |                   |
| 3  | aprile 2001                                                                      | ISBN 4-06-334392-8     | 25 ottobre 2001   |
| 3  | Capitoli - 07. Assault Arm - 08. Kurada - 09. Aron Sniper - Raccolta dati n.3    |                        |                   |
| 4  | novembre 2001                                                                    | ISBN 4-06-334470-3     | 4 giugno 2002     |
| 4  | Capitoli - 10. Judgment - 11. Echi di guerra - 12. Frontline - Raccolta dati n.4 |                        |                   |
| 5  | 16 agosto 2002                                                                   | ISBN 4-06-334582-3     | 16 giugno 2003    |
| 5  | Capitoli - 13. Dialog - 14. Shadow Cobra - 15. Far From Here - 16. Battlefield   |                        |                   |
| 6  | 17 marzo 2003                                                                    | ISBN 4-06-334684-6     | 4 dicembre 2003   |
| 7  | 17 dicembre 2003                                                                 | ISBN 4-06-334824-5     | 15 ottobre 2004   |
| 8  | 17 agosto 2004                                                                   | ISBN 4-06-334904-7     | 11 maggio 2005    |
| 9  | 17 agosto 2005                                                                   | ISBN 4-06-372056-X     | 10 maggio 2006    |
| 10 | 14 luglio 2006                                                                   | ISBN 4-06-372169-8     | 11 luglio 2007    |
| 11 | 17 aprile 2007                                                                   | ISBN 978-4-06-372283-3 | 12 giugno 2008    |
| 12 | 15 febbraio 2008                                                                 | ISBN 978-4-06-375448-3 | 13 ottobre 2008   |
| 13 | 15 maggio 2009                                                                   | ISBN 978-4-06-375714-9 | 31 marzo 2011     |
| 14 | 16 aprile 2010                                                                   | ISBN 978-4-06-375910-5 | 30 giugno 2011    |
| 15 | 17 marzo 2011                                                                    | ISBN 978-4-06-376036-1 | 25 febbraio 2012  |
| 16 | 16 marzo 2012                                                                    | ISBN 978-4-06-376142-9 | 9 febbraio 2013   |
| 17 | 17 dicembre 2012                                                                 | ISBN 978-4-06-376727-8 | 29 giugno 2013    |
| 18 | 17 dicembre 2013                                                                 | ISBN 978-4-06-376919-7 | 6 settembre 2014  |
| 19 | 17 ottobre 2014                                                                  | ISBN 978-4-06-377077-3 | 23 gennaio 2016   |
| 20 | 17 novembre 2015                                                                 | ISBN 978-4-06-377354-5 | 22 dicembre 2016  |
| 21 | 17 novembre 2016                                                                 | ISBN 978-4-06-377459-7 | 29 giugno 2017    |
| 22 | 17 novembre 2017                                                                 | ISBN 978-4-06-393221-8 | 22 novembre 2018  |
| 23 | 16 novembre 2018                                                                 | ISBN 978-4-06-513754-3 | 12 settembre 2019 |
| 24 | 15 novembre 2019                                                                 | ISBN 978-4-06-516388-7 | 21 ottobre 2021   |
| 25 | 15 gennaio 2021                                                                  | ISBN 978-4-06-521237-0 | 19 maggio 2022    |
| 26 | 17 marzo 2022                                                                    | ISBN 978-4-06-524541-5 | 22 settembre 2022 |

## Accoglienza
Luigi Cristiano di Everyeye.it recensì il manga, affermando che forse l'unica pecca dell'opera era la sua trama, per la quale l'autore aveva attinto dal romanzo Fanteria dello spazio di Robert A. Heinlein. Red Eyes sembrava infatti ricalcare schemi già visti più volte. La caratterizzazione dei personaggi risultava molto curata e il protagonista Grant Mills di dimostrava il tipico antieroe capace di uccidere a sangue freddo chiunque gli si parasse davanti. Secondo Cristiano, Jun Shindo voleva trasmettere nella sua opera l'insegnamento morale che in guerra nessuno aveva ragione o torto, ma che tutti avrebbero pagato prima o poi le conseguenze delle proprie azioni. La dinamica degli scontri, sia a fuoco che a mani nude, era fantastica, ma nei combattimenti ravvicinati alcune tavole risultavano a volte troppo confusionali e il tratto poco pulito, facendo perdere il filo dell'azione. Nonostante ciò, Shindo si mostrava un autore molto preciso dato che nel complesso le scene, o più precisamente le parti d'azione, avrebbero fatto impazzire gli amanti del genere, grazie anche alla qualità dei disegni e delle anatomie quasi perfette. Cristiano concluse la sua recensione affermando che la storia stava diventando sempre più interessante dal quarto volume in poi ma si lamentò della pubblicazione italiana a rilento.